# Villers-Saint-Christophe
Villers-Saint-Christophe ist eine französische Gemeinde mit 419 Einwohnern (Stand 1. Januar 2022) im Département Aisne in der Region Hauts-de-France (vor 2016 Picardie). Sie gehört zum Arrondissement Saint-Quentin, zum Kanton Ribemont und zum Gemeindeverband Saint-Quentinois.

## Lage
Die Gemeinde Villers-Saint-Christophe liegt 17 Kilometer südwestlich von Saint-Quentin an der Grenze zum Département Somme. Nachbargemeinden von Villers-Saint-Christophe sind Foreste im Norden, Douchy im Nordosten, Aubigny-aux-Kaisnes im Osten, Pithon im Südosten, Ham im Süden, Sancourt im Westen sowie Douilly im Nordwesten.

## Bevölkerungsentwicklung
| Jahr                       | 1962 | 1968 | 1975 | 1982 | 1990 | 1999 | 2006 | 2015 | 2022 |
| -------------------------- | ---- | ---- | ---- | ---- | ---- | ---- | ---- | ---- | ---- |
| Einwohner                  | 422  | 398  | 387  | 437  | 430  | 437  | 456  | 442  | 419  |
| Quellen: Cassini und INSEE |      |      |      |      |      |      |      |      |      |

## Sehenswürdigkeiten

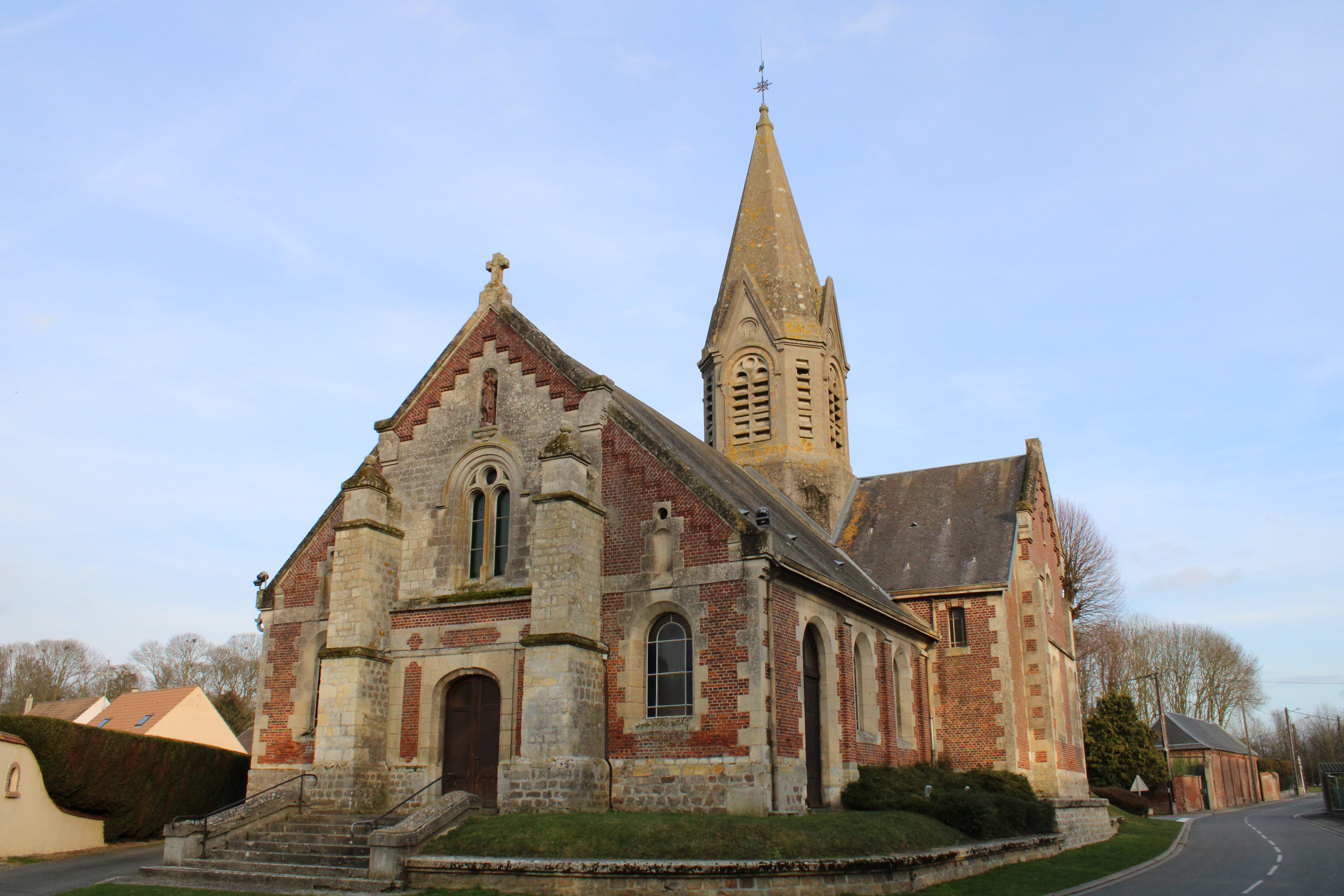
Kirche Saint-Christophe et Saint-Jacques
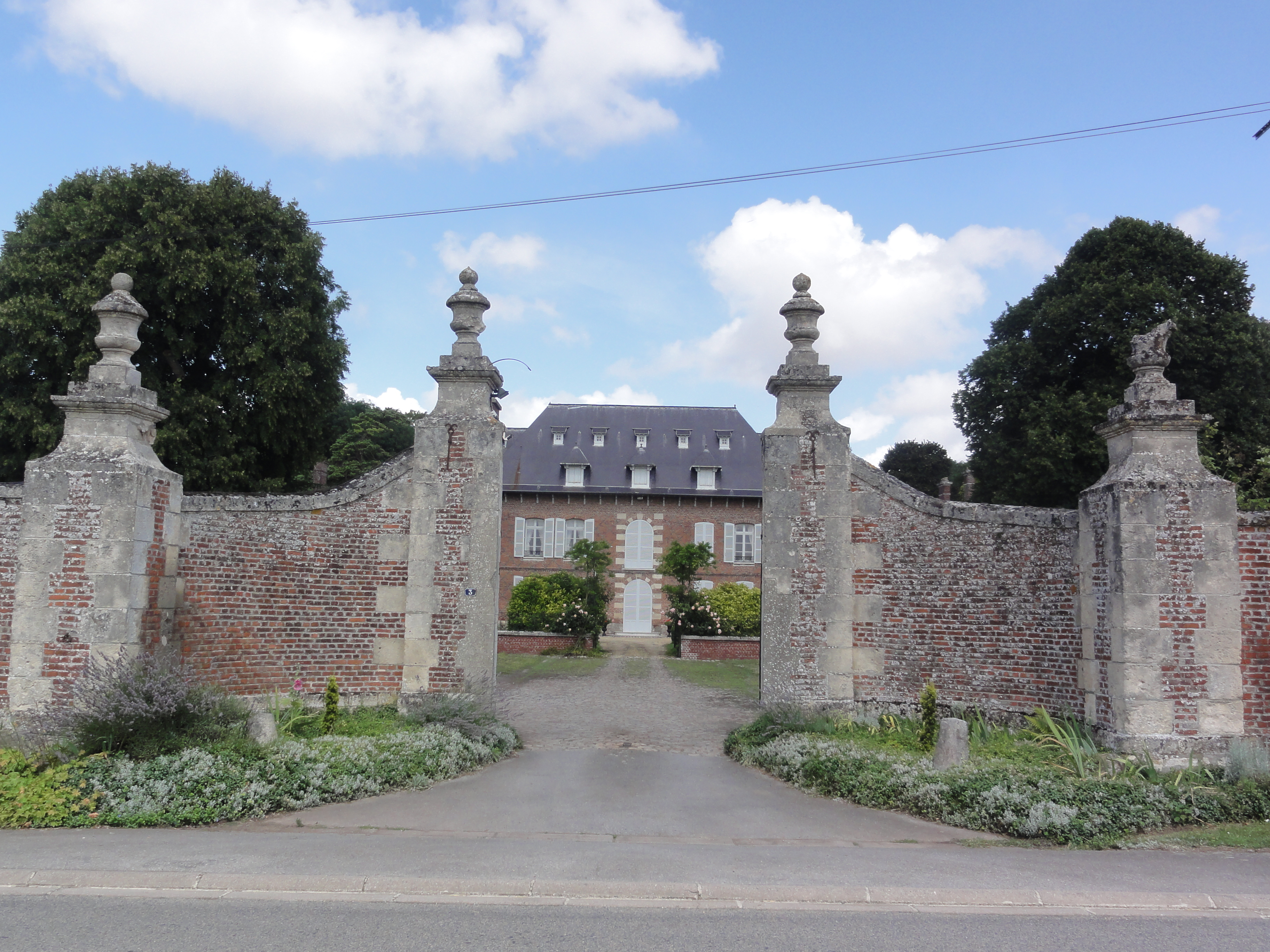
Schloss
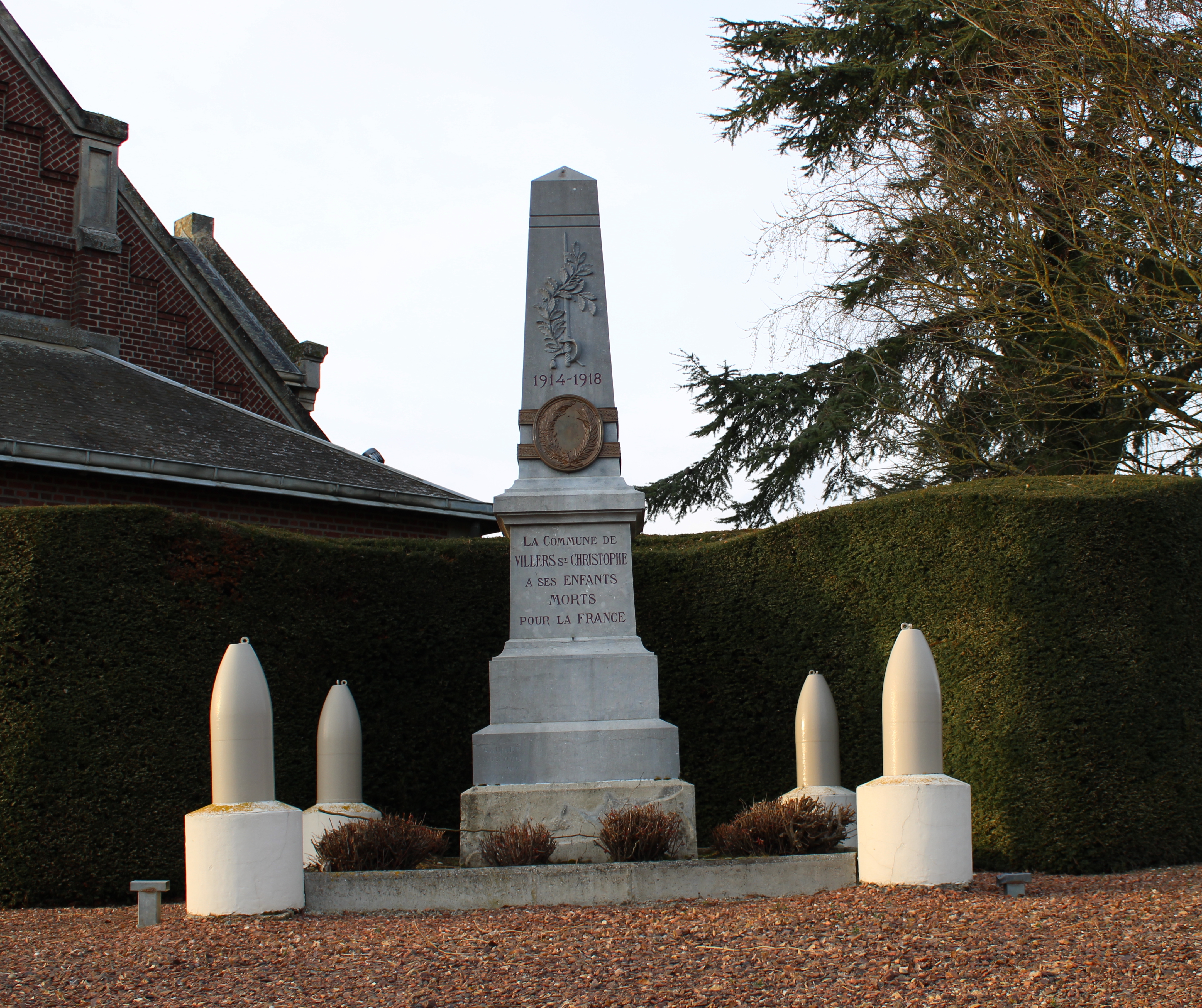
Wasserturm

- Kirche Saint-Christophe et Saint-Jacques
- Schloss
- Gefallenendenkmal